# Aleš Vaněček
Aleš Vaněček (* 3. června 1966) je bývalý český fotbalista, obránce.

## Fotbalová kariéra
V československé a české lize hrál za Spartak Hradec Králové a FK Jablonec. Celkem nastoupil v 98 ligových utkáních a dal 4 góly. V nižších soutěžích hrál i za FK Arsenal Česká Lípa a FK Mladá Boleslav.

## Ligová bilance
| Ročník                                   | Zápasy | Góly | Klub                   |
| ---------------------------------------- | ------ | ---- | ---------------------- |
| 1. československá fotbalová liga 1987/88 | 11     | 0    | Spartak Hradec Králové |
| 1. československá fotbalová liga 1988/89 | 4      | 0    | Spartak Hradec Králové |
| 1. československá fotbalová liga 1990/91 | 27     | 1    | Spartak Hradec Králové |
| 1. československá fotbalová liga 1991/92 | 22     | 0    | Spartak Hradec Králové |
| 1. československá fotbalová liga 1992/93 | 5      | 1    | Spartak Hradec Králové |
| 1. česká fotbalová liga 1994/95          | 26     | 2    | FK Jablonec            |
| 1. česká fotbalová liga 1995/96          | 3      | 0    | FK Jablonec            |
| Česká fotbalová liga 1997/98             | -      | 5    | FK Mladá Boleslav      |
| CELKEM 1. liga                           | 98     | 4    |                        |